# Musée d'art moderne de la Ville de Paris
Il Musée d'art moderne de la Ville de Paris (Avenue du Président-Wilson 11, Parigi, Francia) è un museo d'arte moderna e d'arte contemporanea.
Il museo espone opere di Marc Chagall, Henri Matisse, Amedeo Modigliani, Pablo Picasso e altri artisti.
Nel maggio 2010, anche a causa di falle nel sistema di sicurezza, furono rubati cinque dipinti, rispettivamente di Picasso, Modigliani, Matisse, Braque e Léger.

## Direttori
- René Héron de Villefosse (1961-?)
- Suzanne Pagé (1988-2006)
- Fabrice Hergott (2007-)

## Le opere maggiori

### Pablo Picasso
- Evocazione (1901)

## Lista delle mostre

### Monografiche
- Andy Warhol
- Robert Rauschenberg
- John Heartfield
- Hannah Höch
- Annette Messager collectionneuse (1974)
- Wolf Vostell: Environments/Happenings 1958-1975 (1974)
- Erik Dietman: Vingt années de sueur (1975)
- Nam June Paik (1978)
- Bernard Frize: De là ces innombrables noms (1988)
- Sigmar Polke (1988)
- Jean-Marc Bustamante (1990)
- Thomas Schütte (1990)
- Ettore Spalletti (28 mars - 6 mai 1991)
- Sophie Calle, à suivre
- Michel Verjux: Un faisceau de fonctions (1992)
- Jean-Michel Alberola (1992)
- Jean-Jacques Rullier: Espaces (1993)
- Annette Messager: Faire parade (1995)
- Nigel Rolfe: Vidéos 1983-1996 (1996)
- Beat Streuli (1996)
- Georges Tony Stoll
- Jörg Sasse (1997)
- Gregor Schneider (1998)
- Christian Boltanski: Dernières années
- Rosemarie Trockel et Carsten Höller: Maisons Haüser (1999)
- Pipilotti Rist: Remake of the Weekend
- Martine Aballéa: Hôtel Passager
- Douglas Gordon: Sheep and Goats
- Roni Horn: Events of Relation
- Gillian Wearing: Sous influence
- Ann-Sofi Sidén: Enquête
- Carla Arccadi
- Olafur Eliasson: Chaque matin je me sens different. Chaque soir je me sens le même
- Ivan Kozaric
- Philippe Parreno: Alien Seasons
- Matthew Barney - The CREMASTER Cycle
- Steve McQueen: Speaking in Tongues
- Anne-Marie Schneider: Fragile incassable
- Tacita Dean
- Anri Sala, entre chien et loup
- Annette Messager: Sous vent
- Maurizio Cattelan: Now
- Rirkrit Tiravanija, Une rétrospective (Tomorrow Is Another Day)
- Doug Aitken’s Ultraworld
- Pierre Huyghe: Celebration Park
- Dan Flavin, une rétrospective
- Cerith Wyn Evans: In Which Something Happens All Over Again For The Very First Time
- Karen Kilimnik
- Dominique Gonzalez-Foerster: Expodrome
- Fischli & Weiss: Fleurs & Questions: une Rétrospective
- Kara Walker: Mon Ennemi, Mon Frère, Mon Bourreau, Mon Amour
- Mathieu Mercier: Sans titres 1993 - 2007 (20 ottobre 2007)
- Gelitin
- Bridget Riley: Rétrospective
- Peter Doig
- Jonathan Monk: Time between spaces
- Jean-Michel Basquiat : 2010

### Collettive
- Avant-Garde russe
- Canada trajectoires  (1974
- Art Vidéo/Confrontation (1974)
- Tendances actuelles de la nouvelle peinture américaine (1975)
- Tendances actuelles de la photographie en France (1978)
- Photographie futuriste italienne (1981)
- Electra (1983)
- Dispositif-sculpture : Jürgen Drescher, Harald Klingelhöller, Reinhard Mucha, Thomas Schütte: (19 décembre 1985 - 16 février 1986)
- Les Nouveaux Realistes (1986)
- Passions privées, collections particulières d'art moderne et contemporain en France (19 dicembre 1995 -  )
- Life/Live, la scène artistique au Royaume Uni en 1996 (1996 - 1997)
- Instants donnés (1997)
- Delta (1997)
- Nuit blanche, scènes nordiques: les années 90
- Dominique Gonzalez-Foerster, Pierre Huyghe, Philippe Parreno
- Zones Activités Collectives 99 (1999)
- L'autre sommeil
- Voilà, le monde dans la tête
- Paris pour escale
- Da Adversidade Vivemos - Artistes d'Amérique latine - Carte blanche à Carlos Bas
- Traversées
- Urgent Painting
- Déplacements
- Ailleurs Ici
- Off the record / Sound
- Art, télévision et vidéo
- I Still Believe in Miracles
- ARC Lab 2005 – In Search of Miraculous
- I've heard about… © (A flat, fat, growing urban experiment) : François Roche, Stéphanie Lavaux, Jean Navarro et Benoît Durandin
- Playback
- La photographie à Düsseldorf